# Funk Generation
Funk Generation è il sesto album in studio della cantante brasiliana Anitta, pubblicato il 26 aprile 2024 da Floresta Records, Republic Records e Universal Latin Entertainment.

## Tracce
1. Lose Ya Breath – 2:16
2. Grip – 1:50
3. Funk Rave – 2:27
4. Fria – 2:07
5. Meme – 2:30
6. Love in Common – 2:29
7. Aceita – 2:07
8. Double Team (with Brray and Bad Gyal) – 3:52
9. Savage Funk – 1:23
10. Joga pra lua (with Dennis and Pedro Sampaio) – 2:05
11. Cria de favela – 2:57
12. Puta cara – 2:02
13. Sabana – 1:54
14. Ahi (with Sam Smith) – 2:37
15. Mil veces – 2:34

## Classifiche

### Classifiche di fine anno
| Classifica (2024) | Posizione |
| ----------------- | --------- |
| Portogallo        | 89        |